# Anisaspoides
Anisaspoides es un género de arañas migalomorfas de la familia Paratropididae. Fue descrita por primera vez por F. O. Pickard-Cambridge en 1896. Es endémica de Brasil.
El año 2017, el World Spider Catalog reconocía solo una especie, Anisaspoides gigantea.